# 斯蒂夫·盖诺

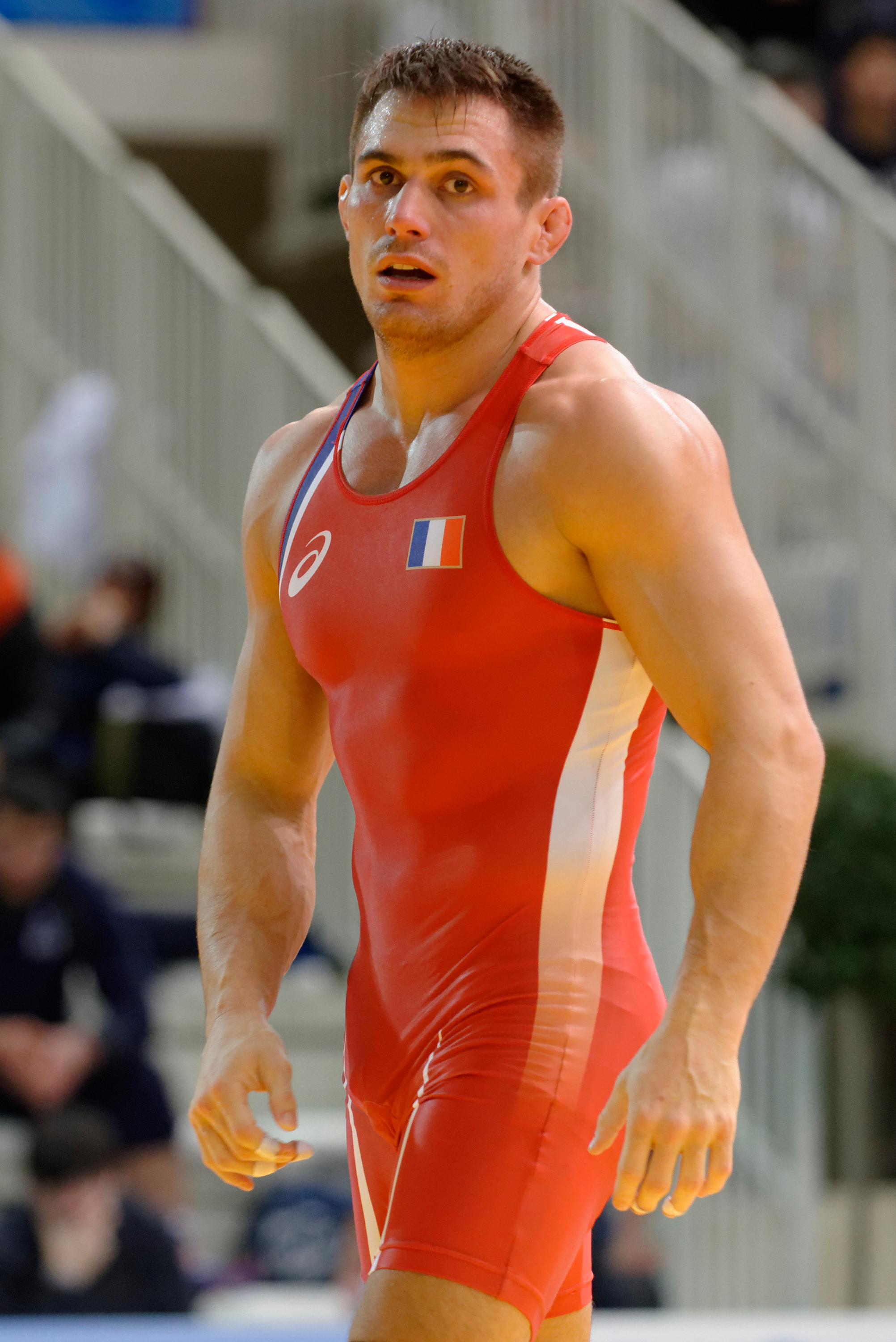
斯蒂夫·盖诺

斯蒂夫·盖诺（法語：Steeve Guenot，1985年10月2日—）生于索恩河畔沙隆，是一名法国摔跤运动员。曾参加2008年和2012年两届奥运，总共获得一枚金牌和一枚铜牌。